# Michel Laurin (paléontologue)
Ne doit pas être confondu avec Michel Laurin (anthologiste).
Pour les articles homonymes, voir Laurin.
Michel Laurin est un paléontologue français né au Canada (Quebec), dont les spécialités incluent l'émergence d'un mode de vie terrestre chez les vertébrés, l'évolution de la taille corporelle et l'origine et la phylogénie des lissamphibiens. Il apporte également d'importantes contributions à la littérature sur la nomenclature phylogénétique. Il est directeur de recherche au CR2P, centre de recherche en paléontologie parisien sous la tutelle du Muséum national d'histoire naturelle (MNHN), de Sorbonne Université et du CNRS (INEE).

## Biographie
En tant qu'étudiant de premier cycle, il travaille dans le laboratoire de Robert L. Carroll et obtient par la suite son doctorat à l'Université de Toronto sous la direction de Robert R. Reisz (en), pour sa thèse portait sur l'ostéologie des seymouriamorphes (un groupe éteint de reptiliomorphes). Son examen de 1991 de la phylogénie des diapsides fourni l'examen le plus large du sujet jusqu'à cette date,. En 1995, Laurin et Reisz co-écrivent un article largement cité fournissant la preuve que les synapsides (le clade qui contient les mammifères et leurs parents éteints) sont le groupe frère de tous les autres amniotes. Il travaille ensuite sur le démêlage de la phylogénie des stégocéphales (« proto-tétrapodes »), un groupe ayant phylogénie notoirement difficile. Il se rend plus tard en France et depuis 1998, il est chargé de recherche CNRS au Muséum national d'histoire naturelle.
Il est rédacteur en chef des Comptes Rendus Palevol, une revue de la famille des Comptes rendus hebdomadaires des séances de l'Académie des sciences, ainsi que rédacteur en chef du Journal of Evolutionary Biology. Il a été un contributeur clé à la société internationale de nomenclature phylogénétique, où il est président entre 2008 et 2009 et secrétaire entre 2010 et 2011.
Ses sujets de recherche sont notamment la macroévolution, la datation de l’arbre du vivant, la microanatomie osseuse et la nomenclature phylogénétique.

## Récompenses
- Lauréat du Prix Charles Bocquet en 2018[10].

### Publications
- Michel Laurin, « Dites oui au Phylocode », Bulletin de la Société française de systématique, no 34,‎ juillet 2005, p. 25-31 (lire en ligne).
- Michel Laurin, « Le PhyloCode », dans Daniel Prat, Aline Raynal-Roques et Albert Roguenant, Peut-on classer le vivant? Linné et la systématique aujourd'hui (actes du colloque Tricentenaire de Linné, Dijon, 31 janvier - 3 février 2007, publiés sous l'égide de France Orchidées et de la Société linnéenne de Lyon), Paris, Belin, 2008, 437 p. (ISBN 978-2-7011-4716-1 et 2-7011-4716-6, OCLC 496779704, présentation en ligne), p. 411-420
- Michel Laurin, « La nomenclature biologique aujourd'hui : que reste-t-il de Linné ? », p.1-16, dans Christophe Roche (dir.), Terminologie & Ontologie : Théories et Applications, Actes de la conférence TOTh 2009, Annecy - 4 & 5 juin 2009, Institut Porphyre, Savoir et Connaissance  (ISBN 978-2-9536168-0-4)
- (en) Michel Laurin, "A preliminary biography of Armand de Ricqlès (1938–), the great synthesizer of bone histology", Comptes rendus Palevol, Vol.10, No.5–6, 2011, p. 293–301. DOI 10.1016/j.crpv.2011.01.007
- (en) Michel Laurin, "A preliminary list of publications by A. de Ricqlès", Comptes rendus Palevol, Vol.10, No.5–6, 2011, p. 311–321. DOI 10.1016/j.crpv.2011.01.005